# Gespanschaft Šibenik-Knin
Die Gespanschaft Šibenik-Knin [ˈʃibɛniːk ˈkniːn] (kroat. Šibensko-kninska županija) ist eine Gespanschaft in der kroatischen Region Dalmatien. Sie liegt im nördlichen Dalmatien um die Städte Šibenik und Knin und reicht von der Adria bis zur Grenze zu Bosnien-Herzegowina. Sie hat eine Fläche von 2.984 km² und 95.365 Einwohner (Stand 31. Dezember 2021). Der Verwaltungssitz ist Šibenik.

## Bevölkerung

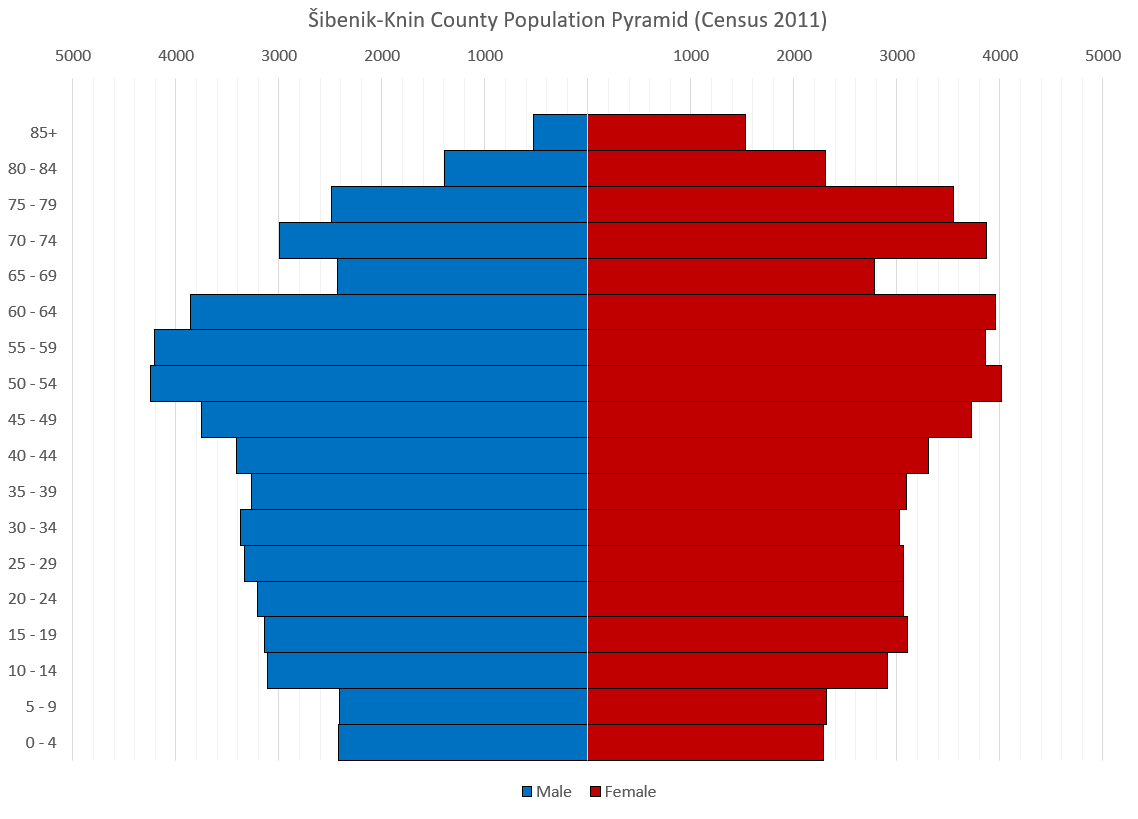
Alterspyramide der Gespanschaft Šibenik-Knin (Volkszählung 2011)

Zusammensetzung der Bevölkerung der Gespanschaft Šibenik-Knin nach Ethnien laut Volkszählung von 2021:
| Ethnien   | Anzahl | Prozent |
| --------- | ------ | ------- |
| Kroaten   | 89.199 | 92,55 % |
| Serben    | 3.457  | 3,59 %  |
| Albaner   | 00.376 | 00,39 % |
| Bosniaken | 00.256 | 00,27 % |
| Slowenen  | 00.130 | 00,13 % |

Zur Zeit der Volkszählung von 1991 lebten auf dem Gebiet der heutigen Gespanschaft 150.929 Einwohner (61,7 % Kroaten, 34,2 % Serben).

## Städte und Gemeinden
Die Gespanschaft Šibenik-Knin ist in 5 Städte und 15 Gemeinden gegliedert. Diese werden nachstehend jeweils mit der Einwohnerzahl zur Zeit der Volkszählung von 2021 aufgeführt.

### Städte
| Stadt   | Einw.  |
| ------- | ------ |
| Drniš   | 06.276 |
| Knin    | 11.633 |
| Skradin | 03.349 |
| Šibenik | 42.599 |
| Vodice  | 08.649 |

### Gemeinden
| Gemeinde       | Einw. |
| -------------- | ----- |
| Bilice         | 2.546 |
| Biskupija      | 1.177 |
| Civljane       | 0.171 |
| Ervenik        | 789   |
| Kijevo         | 2720. |
| Kistanje       | 2.650 |
| Murter-Kornati | 1.934 |
| Pirovac        | 1.606 |
| Primošten      | 2.627 |
| Promina*       | 943   |
| Rogoznica      | 2.106 |
| Ružić**        | 1.283 |
| Tisno          | 2.909 |
| Tribunj        | 1.594 |
| Unešić         | 1.269 |

* Sitz Oklaj

** Sitz Gradac